# Tridynamia megalantha
Tridynamia megalantha är en vindeväxtart som först beskrevs av Merrill, och fick sitt nu gällande namn av Staples. Tridynamia megalantha ingår i släktet Tridynamia och familjen vindeväxter. Inga underarter finns listade i Catalogue of Life.